# آلبرتو لودو
آلبرتو لودو (ایتالیایی: Alberto Loddo؛ زادهٔ ۵ ژانویهٔ ۱۹۷۹) دوچرخه‌سوار اهل ایتالیا است. وی در مسابقات جیرو دیتالیا شرکت کرده است.